# Мольфар Комікс
Видавництво «Мольфар Комікс» (або англ. «Molfar Comics») — молоде українське видавництво, засноване у 2017 році. Для себе вони обрали сферу розвитку культури коміксів в Україні. Наразі «Molfar Comics» випускають комікси відомих видавництв, таких як IDW Publishing, Image Comics і Marvel Comics, а також KaBOOM!.

## Історія
3 березня 2018 року видавництво офіційно почало свою діяльність у соціальній мережі Facebook, анонсування свого перше локалізоване видання Metal Gear Solid. Книга 1. Комікс вийшов 25 липня, усі хто оформив передзамовлення до коміксу отримали бонус у вигляді постеру з ілюстраціями зі скетчбуку Ешлі Вуда.
2 вересня видавництво повідомило про завершення роботи над новим коміксом Гарфілд. Том 1, який вийшов на CCU2018 (22-23 вересня), де видавництво мало свій стенд, а також розповіло про свої подальші плани та анонсувало початок роботи над наступними проєктами на презентації на комікс-сцені: «Спаун. Книга 1» (англ. Spawn Origins Collection Vol. 1) від видавництва Image Comics; «Вічні» (англ. Eternals) від видавництва Marvel Comics; «Непереможна Залізна людина. Том 1» (англ. Invincible Iron Man, Vol. 1: The Five Nightmares) від видавництва Marvel Comics; «Дива» (англ. Marvels Remastered) від видавництва Marvel Comics. 5 жовтня було опубліковано інтерв'ю PlayUA з Олександром Невським та Артемом Яворським, з минулого CCU2018.
9 квітня 2019 року було відкрито передзамовлення коміксу «Гарфілд. Том 2», які були відправлені 10 травня з випуском коміксу.
5 березня видавництво опублікувало чотири сторінки з коміксу «Спаун. Книга 1» у своїх акаунтах соц. мережах. А 15 травня десять сторінок з коміксу «Вічні». 20 червня було відкрито передзамовлення збірки «Вічні». 5 липня було відкрито передзамовлення графічної новели «Спаун. Книга 1». Спаун та Вічні поступили у продаж 19 серпня.
20 серпня видавництво анонсувало випуск нового коміксу «Сила Темного кристалу. Книга 1». Який є продовженням культового фільму Джина Генсона — Темний кристал 1982 року. Презентація та випуск коміксу запланований на «CCU2019» (21-22 вересня).

## Манґа
| Назва                         | Оригінальне видавництво | Творці |  |
| ----------------------------- | ----------------------- | ------ |  |
| Академія відьмочок            |                         |        |  |
| Інша                          |                         |        |  |
| Блам!                         |                         |        |  |
| Книга магії з Нуля            |                         |        |  |
| Демі-чян бажають потеревенити |                         |        |  |

## Комікси
| Назва                      | Оригінальне видавництво | Творці          | Творці                 | Перекладач                    | Дата випуску         | Інформація      | Інформація      | Інформація | Інформація | Інформація |
| Назва                      | Оригінальне видавництво | Сценарист(и)    | Художник(и)            | Перекладач                    | Дата випуску         | Вид             | №               | Розміри    | Стр        | ISBN       |
| 2018                       | 2018                    | 2018            | 2018                   | 2018                          | 2018                 | 2018            | 2018            | 2018       | 2018       | 2018       |
| -------------------------- | ----------------------- | --------------- | ---------------------- | ----------------------------- | -------------------- | --------------- | --------------- | ---------- | ---------- | ---------- |
| Metal Gear Solid. Книга 1  | IDW Publishing          | Кріс Опріско    | Ешлі Вуд               | Артем Яворськи, Михало Гласюк | 25 липня             | Том             | 1               | 170x270 мм | 160        | [ А 1 ]    |
| Гарфілд. Том 1             | KaBOOM!                 | Марк Еванір     | Гарі Баркер            | Артем Яворськи                | 22 вересня           | Том             | 1               | 170х240 мм | 112        | [ А 2 ]    |
| 2019                       |                         |                 |                        |                               |                      |                 |                 |            |            |            |
| Гарфілд. Том 2             | KaBOOM!                 | Марк Еванір     | Гарі Баркер            | Артем Яворськи                | 14 травня            | Том             | 2               | 170х240 мм | 112        | [ А 3 ]    |
| Спаун. Книга 1             | Image Comics            | Тодд Макфарлейн | Тодд Макфарлейн        | Микита Янюк, Артем Яворський  | 19 серпня            | Том             | 1               | 170×270 мм | 336        | [ А 4 ]    |
| Вічні                      | Marvel Comics           | Ніл Ґейман      | Джон Роміта молодший   | Артем Яворський               | 19 серпня            | Графічна новела | Графічна новела | 166х259 мм | 240        | [ А 5 ]    |
|                            |                         |                 |                        |                               |                      |                 |                 |            |            |            |
| Сила Темного кристалу      | BOOM! — Archaia         | Саймон Спарріер | Келлі та Ніколь Метьюз | Денис Скорбатюк               | 21 вересня (CCU2019) | Том             | 1               | 170х240 мм | 112        | Н/Д        |
| Непереможна Залізна людина | Marvel Comics           | Мет Фракшен     | Сальвадор Ларрока      | Юрковська Алла                | 21 вересня (CCU2019) | Том             | 1               | 166х259 мм | 184        | Н/Д        |
| Marvels                    | Marvel Comics           | Кьорт Бусіек    | Алекс Росс             | Н/Д                           | 2019                 | Графічна новела | Графічна новела | Н/Д        | Н/Д        | Н/Д        |
| N/A                        | Н/Д                     | Н/Д             | Н/Д                    | Н/Д                           | 2019                 | Н/Д             | Н/Д             | Н/Д        | Н/Д        | Н/Д        |

Посилання
1. ↑  ISBN 978-617-7600-10-6
2. ↑  ISBN 978-617-7600-24-3
3. ↑  ISBN 978-617-7600-46-5
4. ↑  ISBN 978-966-97908-1-1
5. ↑  ISBN 978-966-97908-2-8

### Metal Gear Solid. Книга 1
Підрозділ генетично вдосконалених терористів захоплює таємний військовий об'єкт на Алясці. Масштаби катастрофи та її можливі наслідки важко навіть передбачити. Події починають розвиватися з шаленою швидкістю. Світ стоїть на порозі ядерної війни. У терористів закінчується терпіння, вони погрожують застосувати секретну зброю, руйнівна сила якої, ще не мала аналогів в історії війн.
Доля людства опинилася в руках експерта з диверсійних операцій, що ховається під кодовим ім'ям Солід Снейк. Він або візьме цю ситуацію під свій контроль, або загине.
До складу збірки Metal Gear Solid. Книга 1, увійшли перші шість частин серії Metal Gear Solid, автора Кріса Опріско, створеною за мотивами однойменної культової відео гри Хідео Коджими. За графічну частину цього гостросюжетного шпигунського бойовику відповідає Ешлі Вуд, чудовий художник з Австралії, чия унікальна манера та стиль, створюють вражаючу суміш графіки та живопису.
- Переклад: Михайло Гасюк, Артем Яворський
- Редактори: TBA
- Коректор: TBA
- Верстка: TBA

### Гарфілд
Том 1
Кіт без турбот! Тільки йому під силу з'їсти велетенську лазанью, заїдаючи піцою з гострими ковбасками, грибами, цибулею, сосисками, ананасами, подвійним соусом, подвійним сиром, подвійно — подвійним сиром! Лише він здатен танцювати бугі та їсти семишарове морозиво водночас!
Він — Гарфілд! Кіт у якого немає турбот!
- Переклад: Артем Яворський, Лариса Мельник
- Редактори: TBA
- Коректор: TBA
- Верстка: TBA

Том 2
Гарфілд повертається з новими і не зовсім друзями, такими як миша, яка хотіла бути котом (чи собакою, там все складно), мумія та зграя тваринок-супергероїв!
Так-так, цього разу ми вирушаємо на планету Доркон, щоб зустрітись із найпухнастішими супергероями галактики. Приготуйтесь до нової порції розваг для усієї родини!
- Переклад: Артем Яворський, Лариса Мельник
- Редактори: TBA
- Коректор: TBA
- Верстка: TBA

### Вічні
Понад тридцять п'ять років тому легенда коміксів Джек «Король» Кірбі повернувся до Будинку Ідей із, ймовірно, своєю найкращою ідеєю — всесвітом Вічних! Їхня поява стала результатом невпинної допитливості Джека Кірбі щодо походження людини та її міфології, але, як і багато інших задумів «Короля», ця, безумовно, випередила свій час.
Перенесемося вперед у 2006: Творці-суперзірки Ніл Ґейман і Джон Роміта-молодший впевнено взялися за реалізацію цих задумів, складаючи в процесі нову веселу історію, сповнену таємниць, напруги і величної сили — і усе це для того, аби допомогти Джеку Кірбі зробити його творіння життєво важливою частиною Всесвіту Marvel раз і назавжди.
На тлі громадянської війни Marvel Вічні з'являються один за одним, наче з дивного сну наяву, відразу примиряючись із фактом, що вони є чимось значно більшим, аніж звичайні люди, якими себе вважали. Вони розуміють, що мають замало часу, аби розтрачати його на жалощі за цим, адже вони втягнуті в боротьбу між життям та смертю, що охоплює час і простір!
До складу збірки Вічні, увійшли усі випуски однойменної обмеженої серії Eternals (2006—2007).
- Переклад: TBA
- Редактори: TBA
- Коректор: TBA
- Верстка: Денис Борисюк

### Спаун. Книга 1
У 1992 році один з найбільш незабутніх персонажів коміксів був вперше представлений публіці. Після цього світ змінився назавжди. Спаун Тодда Макфарлейна був героєм, що цілком і повністю відрізнявся від усіх інших відомих героїв до нього.
Урядовий агент Ал Сіммонс був убитий одним із його ж власних людей. Воскреснувши з глибини пекла, він повертається на землю як воїн Спаун, охороняючи забутих мешканців вулиць Нью-Йорка. Блукаючи жорстоким світом в пошуках свого минулого, Спаун протистоїть темним силам, які повернули його на землю, борючись з ворогами і викриваючи підступних союзників. Коли він вчиться користуватися надзвичайними силами, якими зараз володіє, то починає розуміти повною мірою сутність того, що повернуло його до життя, і того, що він залишив позаду.
Дізнайтеся, з чого розпочалася історія Спауна. Сюжет та ілюстрації, які заклали основу для найуспішнішого незалежного коміксу, що коли-небудь видавався, Спаун Книга 1, містять не тільки знайомство зі Спауном, але й з іншими відомими і грізними героями, які допомогли створити світ Спауна.
До складу збірки Спаун. Книга 1, увійшли перші дванадцять частин серії Spawn.
- Переклад: Микита Янюк, Артем Яворський (#9, #12)
- Редактори: Лариса Мельник, Вікторія Приступа
- Коректор: Артем Яворський, Вікторія Приступа
- Верстка: Денис Борисюк

### Сила темного кристалу. Книга 1
Сценарій Саймона Спарріера (The Spire, The Sandman Universe), чудесні малюнки Келлі та Ніколь Метьюз (англ. Toil & Trouble), а також післямова від Лізи Генсон, хранительки історії цього чарівного всесвіту.
Минуло багато років, відколи Темний кристал було зцілено, а у світі Тра запанував мир. Славетні герої Джен та Кіра стали королем і королевою, але спокій приспав їхню пильність. Уся планета страждає, і це відчувають не лише мешканці її поверхні. Таємнича раса створінь, які кличуть себе вогнелінґами, живе у царстві під землею, схована від королівства ґелфлінґів. Молода вогнелінґа Турма вирушає на поверхню, щоб вкрасти уламок кристалу, який зможе відродити її Батьківщину. На неї чекає дружба з ґелфлінґом Кеншо, зустріч зі скексі та містиками, а також неймовірні пригоди!
- Переклад: Денис Скорбатюк
- Редактори: Вікторія Прицупа, Лариса Мельник
- Верстка: Ольга Осадча, Вероніка-Агнес Ревер

### Анонси
На момент 15.09.2021 в видавництві налічується 8+ анонсованих проєктів
Комікси:
- WarCraft- анонсовано книги, комікси та артбукт
- Diablo- анонсовано комікси і артбуки
- HearthStone
- Warhammer 40000

Також видавництво працює і в сторону Японії, з цього напряму анонсовано
Манґи:
- Blame-манґа буде виходити 1 томом в нас містячи в собі 2 томи оригінального японського твору
- Fate: Grand Order
- Інтерв'ю з дівчиною монстром

Ранобе:
- Вовчі діти Аме і Юме